# El Guante
El Guante är en ort i Honduras.   Den ligger i departementet Departamento de Francisco Morazán, i den centrala delen av landet, 50 km norr om huvudstaden Tegucigalpa. El Guante ligger 881 meter över havet och antalet invånare är 1 082.
Terrängen runt El Guante är huvudsakligen kuperad, men söderut är den platt. Runt El Guante är det ganska glesbefolkat, med 27 invånare per kvadratkilometer. Närmaste större samhälle är Talanga, 16,7 km söder om El Guante. 